# Reductio ad Stalinum
Reductio ad Stalinum, às vezes ad Marxum, ad Leninum, ad Maum ou ad Castrum, é uma falácia lógica informal que visa desacreditar a validade do argumento lógico de um oponente, acusando-o de ser anarquista, comunista, marxista, socialista, stalinista ou simpatizante dessas ideologias. É semelhante à falácia reductio ad Hitlerum, mas orientada para a esquerda política. Ambas as falácias são ad hominem que invalidam as opiniões do oponente em comparação com as de Stalin ou de qualquer outro líder comunista.

## Estrutura lógica
"Se Stalin (ou os comunistas/socialistas) apoiaram X; então X deve ser maligno/indesejável/ruim".
Ou, de forma invertida:
"Stalin foi contra X, portanto X deve ser bom".

## História do termo
Nos Estados Unidos, o termo é conhecido como red-baiting (traduzido como "assédio vermelho") e data de pelo menos de 1927. Em 1928, a lista negra das Filhas da Revolução Americana foi caracterizada como uma relíquia do assédio vermelho. Um termo comumente referido como red-baiting na história americana é mais frequentemente associado ao macarthismo, que se originou nos dois períodos históricos do Medo Vermelho das décadas de 1920 e 1950.
No século 21, o red-baiting não teve o mesmo efeito de antes devido à queda do socialismo de estilo soviético, mas alguns especialistas argumentaram que desenvolvimentos notáveis na política americana atual indicam um ressurgimento do red-baiting na década de 1950. A palavra vermelho no termo red-baiting se refere à bandeira vermelha como um símbolo do comunismo, socialismo (incluindo socialismo democrático), marxismo e política de esquerda em geral (incluindo anarquismo, embora sua bandeira seja preta). A palavra baiting se refere à isca, perseguição, tormento ou assédio como na luta de cães (dog-baiting).